# Epatologia
L'epatologia è la branca della medicina che si occupa delle patologie di fegato, cistifellea e vie biliari. Lo specialista che se ne occupa è detto epatologo; un gastroenterologo o un internista.

## Principali patologie
- Epatite
  - Epatite non virale
    - Epatite autoimmune

  - Epatite virale acuta
    - Epatite virale A
    - Epatite virale B
    - Epatite virale C
    - Epatite da Cytomegalovirus umana
    - Epatite da virus Epstein-Barr
    - Epatite da Herpes simplex
    - Epatite da febbre gialla
    - Epatite da virus Rubella

  - Epatite cronica virale
- Ipertensione portale
- Tumore del fegato
  - Epatocarcinoma (cancro principale del fegato)
  - Epatoblastoma
  - Cisti epatica
  - Emangioma cavernoso
  - Echinococco del fegato
- Tumore del sistema biliare
  - Colangiocarcionoma
  - Cancro della cistifellea